# Idaea leptatibia
Idaea leptatibia är en fjärilsart som beskrevs av Fletcher 1978. Idaea leptatibia ingår i släktet Idaea och familjen mätare. Inga underarter finns listade i Catalogue of Life.